# Gesten Station
Gesten Station var en station på Danmarks længste privatbane Troldhede-Kolding-Vejen Jernbane (1917-68). Stationen var knudepunkt mellem hovedstrækningen Troldhede-Kolding og sidebanen Gesten-Vejen.
Stationen havde drejeskive, tosporet remise, vandtårn og vognvægt. Vest for stationsbygningen var der et blindspor til varehuset. Der var 4 gennemgående spor, men da sidelinjen til Vejen blev nedlagt i 1951, blev de 2 spor nord for ø-perronen fjernet. I 1961 blev et blindspor til ø-perronen også fjernet.
Stationsbygningen blev tegnet af arkitekt Robert V. Schmidt og er opført i 1916. Den er bevaret som privat bolig på Stadion Alle 20. Langs stationen går Tranestien på det bevarede banetracé.